# Урош Рашковић
Урош Рашковић (Крушевац, 2. септембра 2000) српски је фудбалер који тренутно наступа за Трајал, на позајмици из крушевачког Напретка.

## Каријера
Рашковић је са екипом Напретка до 19 година, под вођством тренера Ивана Бабића, освојио омладинску лигу региона Јужне и источне Србије за такмичарску 2018/19. Недуго затим, заједно са неколико саиграча, прикључен је првом тиму, прошавши летње припреме на Тари. У протоколу Напретка нашао се у шеснаестини финала Купа Србије када је ТСЦ из Бачке Тополе прошао у следећу фазу такмичења након успешнијег извођења једанаестераца. Седео је на клупи за резервне фудбалере и у победи своје екипе над Партизаном на Стадиону у Хумској улици, у 19. колу Суперлиге Србије за такмичарску 2019/20, након резултатског преокрета.
Услед одлуке Душана Вешковца да оконча професионалну каријеру, стручни штаб Напретка је у наредном периоду најавио више простора за игру Рашковића. У Суперлиги Србије дебитовао је на затварању такмичарске 2019/20. када је Напредак гостовао суботичком Спартаку. Утакмица је завршена резултатом 0 : 2, а Рашковић, који је за директног противника имао Немању Николића, игру је напустио у 87. минуту када је уместо њега на терен ушао Јован Маркоски. На отварању нове сезоне у Суперлиги Србије, Рашковић је остао на клупи за резервне фудбалере против београдског Партизана. Први наступ у сезони забележио је у 3. колу, против сурдуличког Радника, када у 75. минуту игре на терену заменио Марка Мркића. На наредној утакмици се, у својству једног од бонус играча, нашао у стартној постави своје екипе на гостовању Инђији. После првог полувремена је замењен, док је домаћа екипа победила минималним резултатом. На следећој утакмици, против новосадске Војводине у игру је ушао на полувремену, уместо Митра Ћуковића. Неколико минута касније показана му је јавна опомена, а због прекршаја над Огњеном Ђуричином у 79. минуту добио је други жути картон. После истека суспензије, Рашковић је на неколико утакмица у наставку сезоне играо у везном реду. На сусрету шеснаестине финала Купа Србије, са екипом Жаркова, претрпео је повреду те због тога до краја календарске 2020. године није наступао. Следеће сезоне такође је имао статус бонуса. Почетком 2023. уступљен је екипи Трајала.

## Статистика

### Клупска
Ажурирано 7. фебруара 2023.
|                    |          |                  |    |   |   |   |   |   |    |   |    |   |  |  |
| Напредак Крушевац  | 2019/20. | Суперлига Србије | 1  | 0 | 0 | 0 | — | — | —  | — | 1  | 0 |  |  |
| Напредак Крушевац  | 2020/21. | Суперлига Србије | 9  | 0 | 1 | 0 | — | — | —  | — | 10 | 0 |  |  |
| Напредак Крушевац  | 2021/22. | Суперлига Србије | 22 | 0 | 1 | 0 | — | — | —  | — | 23 | 0 |  |  |
| Напредак Крушевац  | 2022/23. | Суперлига Србије | 2  | 0 | 1 | 0 | — | — | —  | — | 3  | 0 |  |  |
| Напредак Крушевац  | Укупно   | Укупно           | 34 | 0 | 3 | 0 | — | — | —  | — | 37 | 0 |  |  |
|                    |          |                  |    |   |   |   |   |   |    |   |    |   |  |  |
| Трајал (позајмица) | 2022/23. | Прва лига Србије | 0  | 0 | — | — | — | — | —  | — | 0  | 0 |  |  |
|                    |          |                  |    |   |   |   |   |   |    |   |    |   |  |  |
| Каријера           | 34       | 0                | 3  | 0 | — | — | — | — | 37 | 0 |    |   |  |  |
|                    |          |                  |    |   |   |   |   |   |    |   |    |   |  |  |

## Трофеји и награде
Напредак Крушевац
- Омладинска лига РИС : 2018/19.[4]